# Dej Nám Akord
DNA – Dej Nám Akord je česká vokální (a capella) skupina, která vznikla původně ze studentů oboru Molekulární biologie a genetika na Přírodovědecké fakultě Masarykovy univerzity v Brně. Původně zpívala v pětičlenném složení, v současnosti zpívá v sedmičlenném obsazení. Původní složení skupiny bylo následující: Jana Ungerová, Hanka Taliánová, Karla Zemanová, Ondřej Scheinost, Václav Brázda. Současné složení (2019) je: Jana Holešovská, Markéta Reichelová, Lenka Štěpánková, Pavlína Svobodová, Petr Štěpánek, Tomáš Přikryl, Václav Brázda.  

## Repertoár
- české a černošské lidové písně
- vánoční písně
- jazzově populární skladby
- duchovní a renesanční tvorba

## Úspěchy
- 1994: Cena za reprezentaci Masarykovy univerzity
- 2012: písnička He Had to Run z alba Black & Black – první místo v hitparádě rádia Proglas [5]
- 2012: písnička He Had to Run z alba Black & Black – druhé místo v hitparádě rádia Proglas [6]
- 2016: písnička Andělé – druhé místo v hitparádě rádia Proglas [7]